# Grande Valacchia

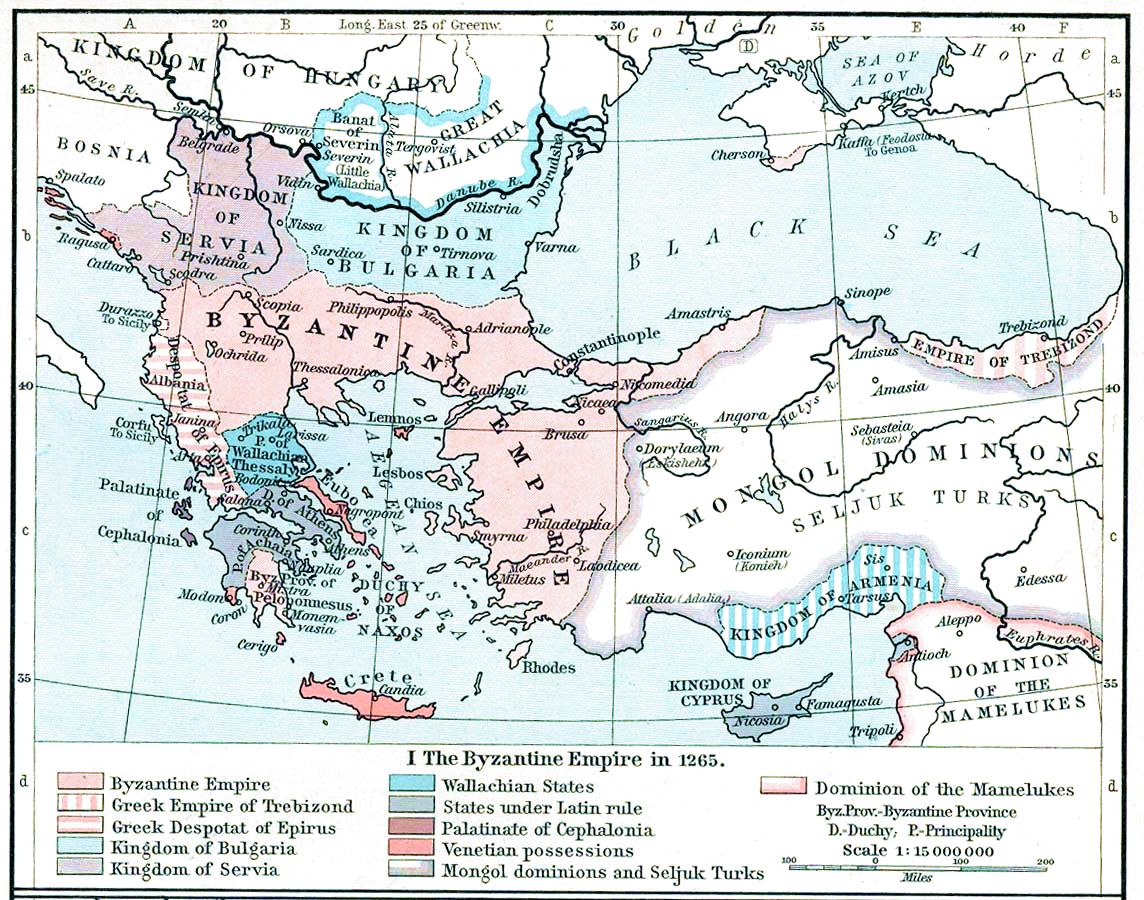
Mappa dall'"Atlante storico" di William Robert Shepherd, che mostra i Balcani nel 1265 ca., con la Tessaglia in blu scuro, etichettata "P. of Wallachian Thessaly"

La Grande Valacchia (in greco Μεγάλη Βλαχία?, Megáli Vlachía; in romeno Vlahia Mare), anche Tessaglia Valacca, fu uno stato medievale degli Aromuni (Valacchi) esistito tra il XII e il XIII secolo che comprendeva la regione della Tessaglia in Grecia e le regioni centro-meridionali del Pindo, estendendosi anche su parte della Macedonia.

## Storia
Nella seconda metà dell'XI secolo Anna Comnena fu il primo autore a citare i Valacchi in Tessaglia. Nel XII secolo Beniamino di Tudela scrisse il primo resoconto sullo stato indipendente della Grande Valacchia. Egli scrisse che "Nessuno può marciare e combattere contro di loro e nessun re può governare su di loro".
Nello Strategikon di Cecaumeno, uno storico bizantino, descrisse i Valacchi dalla Gran Valacchia come discendenti dei Daci antichi e dei Bessi, che avevano invaso la Tessaglia dalla zona a nord della Grecia, da qualche parte sul Danubio, presumibilmente in cerca di vendetta per la sconfitta inflitta ai loro antenati da Traiano durante le guerre contro i Daci.
Dopo la conquista di Costantinopoli, nel 1204, la Grande Valacchia venne inclusa nel Despotato dell'Epiro, ma ben presto ricomparve come principato indipendente col suo vecchio nome.